# 10 000 mètres masculin aux championnats du monde d'athlétisme 1993
Navigation
Tokyo 1991 Göteborg 1995
L'épreuve du 10 000 mètres masculin des championnats du monde d'athlétisme 1993 s'est déroulée les 20 et 22 août 1993 au  Gottlieb Daimler Stadion de Stuttgart, en Allemagne. Elle est remportée par l'Éthiopien Haile Gebrselassie.

## Résultats

### Finale
| Rang               | Athlète             | Pays       | Temps          |
| ------------------ | ------------------- | ---------- | -------------- |
| Médaille d'or      | Haile Gebrselassie  | Éthiopie   | 27 min 46 s 02 |
| Médaille d'argent  | Moses Tanui         | Kenya      | 27 min 46 s 54 |
| Médaille de bronze | Richard Chelimo     | Kenya      | 28 min 06 s 02 |
| 4                  | Stéphane Franke     | Allemagne  | 28 min 10 s 69 |
| 5                  | Aloÿs Nizigama      | Burundi    | 28 min 13 s 43 |
| 6                  | Francesco Panetta   | Italie     | 28 min 27 s 05 |
| 7                  | Todd Williams       | États-Unis | 28 min 30 s 49 |
| 8                  | Antonio Silio       | Argentine  | 28 min 36 s 88 |
| 9                  | Germán Silva        | Mexique    | 28 min 39 s 47 |
| 10                 | William Sigei       | Kenya      | 28 min 54 s 39 |
| 11                 | Antonio Serrano     | Espagne    | 29 min 04 s 10 |
| 12                 | Salvatore Antibo    | Italie     | 29 min 10 s 83 |
| 13                 | Boay Akonay         | Tanzanie   | 29 min 15 s 13 |
| 14                 | Armando Quintanilla | Mexique    | 29 min 32 s 34 |
| 15                 | Tadashi Fukushima   | Japon      | 29 min 46 s 70 |
| 16                 | José Carlos Adán    | Espagne    | 30 min 04 s 34 |
| 17                 | Dan Nelson          | États-Unis | 30 min 41 s 72 |
| —                  | Rolando Vera        | Équateur   | DNF            |
| —                  | Fita Bayisa         | Éthiopie   | DNF            |
| —                  | Oleg Strizhakov     | Russie     | DNF            |

## Légende
Records et Performances
- AR : Record continental (area record)
- CR : Record des championnats (championship record)
- MR : Record du meeting (meet record)
- NR : Record national (national record)
- OR : Record olympique (olympic record)
- PR : Record paralympique (paralympic record)
- PB : Record personnel (personal best)
- SB : Meilleure performance personnelle de la saison (season's best)
- WL : Meilleure performance mondiale de l'année (world leader)
- WJR : Record du monde junior (world junior record)
- WR : Record du monde (world record)

Circonstances et Conditions
- DNF : N'a pas terminé (did not finish)
- DNS : N'a pas pris le départ (did not start)
- DQ : Disqualification (disqualification)
- NM : Aucun essai valable enregistré (No Mark)
- Q : Qualifié « directement » au prochain tour (ou à la prochaine compétition), lors d'une compétition majeure, grâce au classement ou à la réalisation des minima (automatic qualifier)
- q : Qualifié au prochain tour (ou à la prochaine compétition), lors d'une compétition majeure, grâce au repêchage ou à la réalisation de l'une des meilleures performances parmi celles des « non qualifiés directement » (grâce au meilleur temps ou à la meilleure distance par exemple) (secondary qualifier)